# Фил Џоунс
Филип Ентони Џоунс (енгл. Philip Anthony Jones; Престон, 21. фебруар 1992) енглески је фудбалер који игра на позицији одбрамбеног играча. Раније је наступао за Манчестер јунајтед и Блекбурн роверсе. Џоунс осим одбране може да игра и десног бека. Висок је 180 cm. За сениорску репрезентацију Енглеске наступао је од 2011. до 2018. године. Такође је био члан енглеске репрезентације до 21 године.

## Успеси
Манчестер јунајтед
- Премијер лига (1) : 2012/13.
- ФА куп (1) : 2015/16.
- Енглески Лига куп (1) : 2016/17.
- Комјунити шилд (3) : 2011, 2013, 2016.
- Лига Европе (1) : 2016/17.